# Xã Sumner, Quận Winneshiek, Iowa
Xã Sumner (tiếng Anh: Sumner Township) là một xã thuộc quận Winneshiek, tiểu bang Iowa, Hoa Kỳ. Năm 2010, dân số của xã này là 311 người.